# Liste der Mitglieder der Deutschen Akademie der Naturforscher Leopoldina/1698
Die Liste der Mitglieder der Deutschen Akademie der Naturforscher Leopoldina für 1698 enthält alle Personen, die im Jahr 1698 zum Mitglied ernannt wurden. Insgesamt gab es fünf neu gewählte Mitglieder.

## Mitglieder
| Nr. | Name                          | Beiname       | Geboren       | Aufnahme | Gestorben     | Bild                 |
| --- | ----------------------------- | ------------- | ------------- | -------- | ------------- | -------------------- |
| 231 | Christoph Gottwald            | Asclepiodotus | 1636          | 27. Feb. | 1. Jan. 1700  |                      |
| 232 | Philipp Sigismund Stossius    | Androcydes    | 1656          | 10. Jun. | 1724          |                      |
| 233 | Johann Heinrich Starcke       | Soranus       | 10. Juni 1651 | 10. Jun. | 8. Feb. 1707  |                      |
| 234 | Wilhelm Hulderich Waldschmidt | Diocles I.    | 12. Jan. 1669 |          | 12. Jan. 1731 |                      |
| 235 | Johann Crafto Hiegel          | Gesius I.     | 10. März 1658 | 23. Okt. | 9. Dez. 1736  | Johann Crafto Hiegel |